# ヴラド・ペトコビッチ
ヴラド・ペトコヴィッチ（セルビア語: Владо Петковић、1983年1月6日 - ）は、セルビアの元男子バレーボール選手。クラリェヴォ出身。元セルビア代表。

## 来歴
1998年、ユーゴスラビアリーグのリブニツァ・クラリェヴォへ入団。2002年にレッドスター・ベオグラードへ移籍し、2003年のリーグ優勝を経験した。2006年に移籍したモンテネグロリーグの強豪ブドゥチノスト・ポドゴリツァでは、2007年、2008年にリーグ連覇とカップ連覇を達成し、2009年にカップ優勝を飾った。2009年7月、韓国Vリーグのウリキャピタル・ドリームシックスへセルビア人選手として初めて移籍を果たした。
2004年にセルビア・モンテネグロ代表に選出され、同年ワールドリーグ、2005年ワールドリーグに出場。セルビア代表として出場した2007年欧州選手権では3位、2008年ワールドリーグで準優勝し、北京オリンピックに出場した。2009年ワールドリーグでは3度目の準優勝を経験した。

## 人物
- 兄はヴェリコ・ペトコビッチ。

## 球歴
- オリンピック - 2008年（5位）
- 世界選手権 - 2010年（銅メダル）
- ワールドリーグ - 2005年、2008年、2009年（準優勝）、2004年（3位）
- 欧州選手権 - 2007年（3位）、2009年（5位）

## 所属クラブ
- リブニツァ・クラリェヴォ （1998-2002年）
- レッドスター・ベオグラード （2002-2006年）
- ブドゥチノスト・ポドゴリツァ （2006-2009年）
- ウリキャピタル・ドリームシックス （2009-2010年）
- ACHバレー（2010-2011年）
- UVサン・ジュスティーノ（2011-2012年）
- Kalleh Sports Club（2012-2013年）
- Shahrdari Urmia（2013-2014年）
- Mizan Khorasan（2015-2016年）
- Şahinbey Belediyespor（2015-2016年）
- PAOKテッサロニキ（2016-2017年）
- SpeedBall Chekka（2017-2018年）
- OKツルヴェナ・ズヴェズダ（2018-2020年）
- Ribnica Kraljevo（2021-2022年）